# Писанка

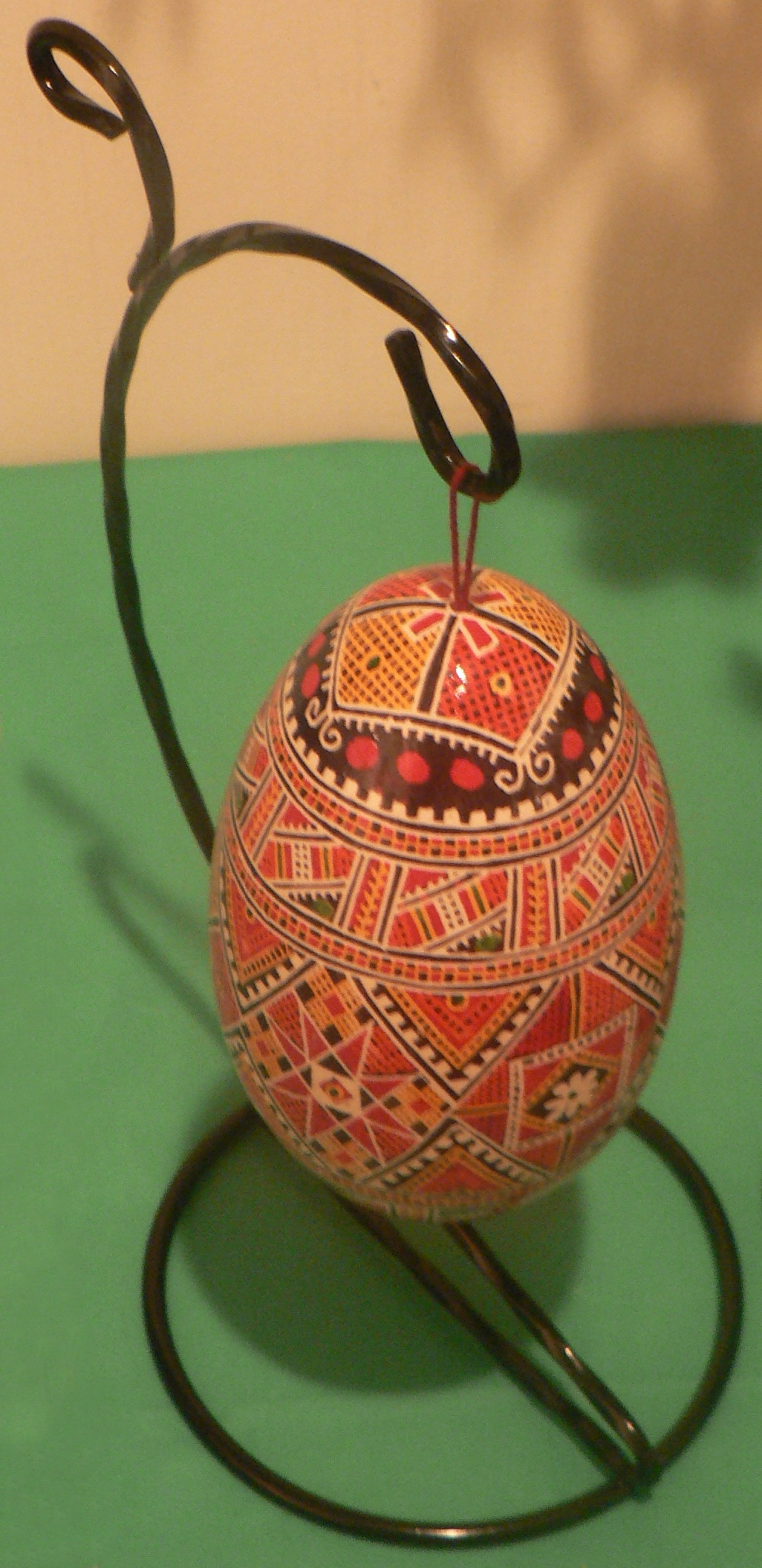
Украинская писанка

Пи́санка — пасхальное яйцо с нанесённым орнаментом-рисунком в традиционной культуре славянских народов. Одна из разновидностей практики крашения и декорирования, наряду с крашенками, крапанками, шкрябанками. Атрибут весенне-летних земледельческих обрядов. Занимает центральное место в пасхальной обрядности.
Роспись писанки (с орнаментом, ориентированным на форму яйца) — распространённый вид декоративного искусства у многих народов (не только славян).

## Символика яйца

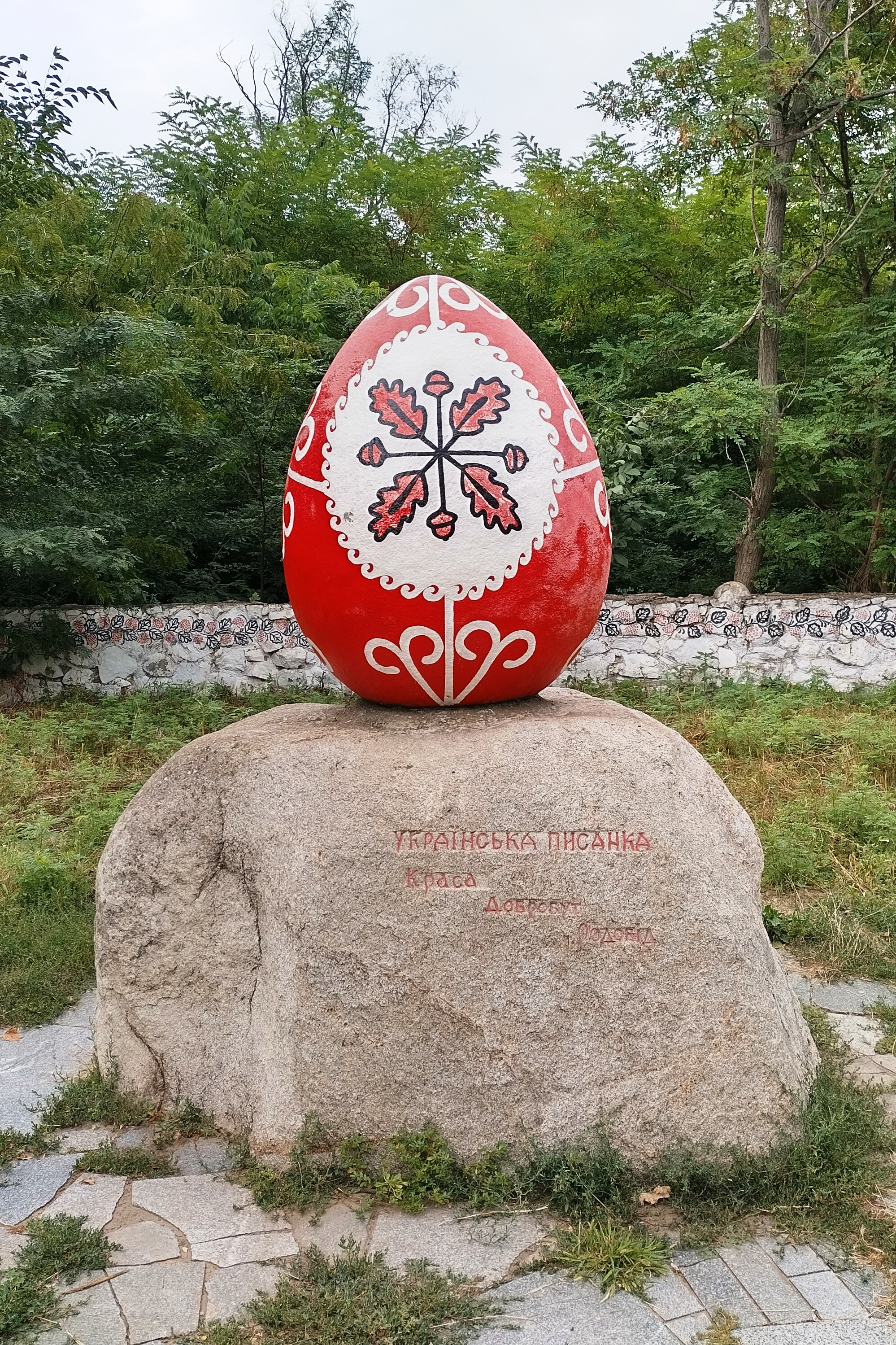
Памятник украинской писанке на острове Хортица

Христианство видит в яйце символ гроба Господня, а в красном цвете пасхальных яиц — символ возрождения верующих «кровью Христа». Крашеными яйцами обменивались при христосовании, дарили родным и знакомым. Красный цвет, в который по традиции окрашивают пасхальные яйца, рассматривается как символ возрождения верующих «кровью Христа». Подобным образом объясняли обычай красить яйца и русские крестьяне. В Белозерском районе Вологодской области яичко красили в красный цвет в воспоминание о страстях Христовых. В народе говорили, что «оно кровяное, когда Иисуса Христа распинали, было много крови». Согласно преданию, обычай обмениваться крашеными яйцами в Пасху был установлен Марией Магдалиной, подарившей красное яйцо императору Тиберию со словами: «Христос воскресе!». В вологодской деревне существовало также убеждение, что сам Христос завещал красить яйца в красный цвет. В Новгородской области распространено предание о том, что когда Богородица стояла у креста и плакала, ее слезы падали и превращались в яйцо, а кровь Спасителя окрашивала их в красный цвет. У славянских народов яйцо ассоциировалось с плодородием земли, с весенним возрождением природы. Исследователи писанок предполагают, что на писанках могут быть отражены архаичные представления славян о вселенной, и, возможно, писанки существовали у славян до принятия христианства. Однако аргументированных свидетельств в пользу этого нет. Более того, наличие традиции крашения яиц встречается далеко за пределами славянского мира (например, у греков и румын). Впрочем, за пределами христианского мира обряды крашения яиц также встречаются (например, у иранцев).

## Предназначение писанки
Писанку в народе освящали в храме, помещали в «фонарь», «павучёк» или «репеёк» (изделие из соломинок или камыша, подвешиваемое в центре жилища), обходили с ним пожары, бросали в огонь, катали по больной скотине или человеку. Пасхальному яйцу приписывали магическую силу: исцеление больных, способность потушить пожар, найти пропавшую корову, помочь найти клад. В Светлое Воскресенье, на заре, девушка, что на выданье, с писанкой в руке отправлялась в сад, к яблоньке, встречать утреннюю зарю. Она просила у зари красоты и здоровья, а затем, завернув писанку, предназначенную любимому, в платок, специально к этому случаю вышитый, дарила ему в знак любви и согласия стать супругой. Современные неоязычники, как представители эзотерического мировоззрения, утверждают, что писанка, в отличие от крашенки, — непременно сырое яйцо и что предназначались писанки лишь для дарения. В этнографии зафиксировано много обычаев с писанкой.
Старая христианская традиция — обмениваться в церкви при христосовании крашеными яйцами в знак любви и братского единства верующих. Их дарили как в этот день, так и на протяжении Светлой недели родственникам, знакомым и соседям, приходившим поздравить с праздником, брали с собой, когда шли в гости, раздавали нищим за помин души. В пятницу на пасхальной неделе было принято угощать яйцами пришедших в гости к теще молодых, в особенности зятя, о чем говорилось и в поговорке: «Есть зять — готовь решето яиц». На Пасху, когда, придя с заутрени, садились за трапезу разговляться, яйцо съедали первым. Его брали на кладбище христосоваться с покойными, «родителями», чтобы и они разговелись. При этом одно или пару яиц крошили на могилу или оставляли около креста целыми, а иногда даже закапывали. Крестьяне верили, что птицы, для которых на могилу клали раскрошенное яйцо, помянут умершего и будут просить за него Бога, благодаря этому, душа его получит облегчение на том свете.

## Изготовление
Существуют множество способов изготовления: они различны в каждой семье. Некоторые используют технологию, похожую на технологию изготовления крапанок, крашенок. Но каждая семья придерживается традиций: отбирают яйца, варят с добавлением небольшого количества соды, потом кладут яйца в слабый раствор уксуса, после высыхания приступают к раскраске. Узоры, наносимые на яйца, имеют своё значение, которое задумал человек, который красил яйца.

### Современные способы
Для изготовления писанок используют сырые куриные яйца. Для яйца выбирают узор и наносят эскиз узора с помощью простого карандаша. С помощью специального инструмента писачка горячим чёрным воском покрывают те места, которые должны остаться непокрашенными, то есть белыми, и опускают яйцо в ёмкость с краской. Когда яйцо прокрасилось, его вынимают и сушат. После этого места, которые должны остаться покрашенными, покрывают вторым слоем воска. Следующим этапом яйцо опускают в другую краску, как правило, более темную. Тёмная краска окрашивает яйцо за исключением тех мест, которые были закрыты первым и вторым слоями воска. Аналогичным образом наносится каждый последующий слой краски и воска. Когда работа закончена, яйцо подносят к свече, воск тает, его стирают салфеткой, и писанка показывает свои настоящие цвета. Последним этапом окончания работы над писанкой остается проделывание двух отверстий в яйце и выдувание содержимого.